# شيرلي براشير
شيرلي براشير (بالإنجليزية: Shirley Brasher)‏ مواليد 23 يونيو 1934 في إنجلترا، هي لاعبة كرة مضرب إنجليزية سابقة. هي إحدى بطلات الجراند سلام. أعلى تصنيف لها في الفردي كان المركز الـ 2 في سنة 1957.

## الخط الزمني للفردي
مفتاح
| ف | ن | ن.ن | ر.ن | د# | د.م | ل | أ.أ | ت | غ | ب | ف | ذ | م.خ | ل.ت |

(ف) فاز بالبطولة (ن) وصل النهائي (ن.ن) نصف النهائي (ر.ن) ربع النهائي (د#) الأدوار الأربعة الأولى (د.م) دور المجموعات (ل) شارك في كأس ديفيز (أ.أ) خرج من الأدوار الاولى (ت) خسر التصفيات التأهيلية (غ) غاب عن الحدث أو البطولة (ب) حصل على ميدالية برونزية (ف) حصل على ميدالية فضية (ذ) حصل على ميدالية ذهبية (م.خ) بطولة الماسترز خُفضت إلى مرتبة أقل (ل.ت) البطولة لم تعقد في السنة المعينة.
لتجنب الارتباك وازدواجية الحساب، يتم تحديث هذه المعلومات إما في نهاية البطولة، أو عندما تكون مشاركة اللاعب في البطولة قد انتهت.
| الدورة             | 1952  | 1953  | 1954  | 1955  | 1956  | 1957  | 1958  | 1959  | 1960  | 1961  | 1962  | 1963  | 1964  | 1965  | 1966  | 1967  | 1968  | 1969  | 1970  | 1971  | 1972  | 1973  | 1974  | إجمالي ف/م |
| ------------------ | ----- | ----- | ----- | ----- | ----- | ----- | ----- | ----- | ----- | ----- | ----- | ----- | ----- | ----- | ----- | ----- | ----- | ----- | ----- | ----- | ----- | ----- | ----- | ---------- |
| البطولة الأسترالية | غ     | غ     | غ     | غ     | غ     | غ     | غ     | غ     | غ     | غ     | غ     | غ     | غ     | غ     | غ     | غ     | غ     | غ     | غ     | غ     | غ     | غ     | غ     | 0 / 0      |
| البطولة الفرنسية   | غ     | غ     | د3    | ر.ن   | ر.ن   | ف     | ن     | د4    | غ     | غ     | غ     | غ     | غ     | غ     | غ     | غ     | غ     | غ     | غ     | غ     | غ     | غ     | غ     | 1 / 6      |
| بطولة ويمبلدون     | د1    | د3    | غ     | د4    | ر.ن   | د4    | ر.ن   | د2    | د3    | د2    | غ     | د2    | غ     | غ     | د4    | غ     | د4    | د2    | د3    | د2    | د2    | د1    | د2    | 0 / 18     |
| البطولة الأمريكية  | غ     | غ     | غ     | د3    | ن.ن   | ر.ن   | غ     | د3    | غ     | غ     | غ     | غ     | غ     | غ     | غ     | غ     | غ     | غ     | غ     | غ     | غ     | غ     | غ     | 0 / 4      |
| م.ف                | 0 / 1 | 0 / 1 | 0 / 1 | 0 / 3 | 0 / 3 | 1 / 3 | 0 / 2 | 0 / 3 | 0 / 1 | 0 / 1 | 0 / 0 | 0 / 1 | 0 / 0 | 0 / 0 | 0 / 1 | 0 / 0 | 0 / 1 | 0 / 1 | 0 / 1 | 0 / 1 | 0 / 1 | 0 / 1 | 0 / 1 | 1 / 28     |

- إجمالي ف / م = إجمالي الفوز والمشاركة

## روابط خارجية
- شيرلي براشير على موقع رابطة محترفات التنس (الإنجليزية)
- شيرلي براشير على موقع الاتحاد الدولي لكرة المضرب (الإنجليزية)
- شيرلي براشير على موقع بطولة ويمبلدون (الإنجليزية)
- شيرلي براشير على موقع خلاصة التنس.كوم (الإنجليزية)